# Boot'n Jan
Boot'n Jan, ook wel genoemd Jan met de Panne en echte naam Albert Jan Nijland, was van 1921 tot 1956 als stadsomroeper een bekende verschijning in de straten van Rijssen. Drie harde slagen op 'de panne' betekende 'nieuws van particulieren'. Vier harde slagen was 'nieuws van de gemeente'.
Nijland werd per 1 januari 1924 officieel tot stadsomroeper benoemd door de Rijssense gemeenteraad. Hij was de opvolger van zijn oudere broer Lambertus, die hij in de jaren voor 1924 al waarnam wegens ziekte. Eerder was Jan Mekenkamp (Potsaoren Jan), schoonvader van Lambertus, de omroeper van Rijssen.
Wegens gezondheidsredenen vroeg de op dat moment 71-jarige Boot'n Jan in december 1955 om ontslag uit de functie. In 1954 had hij in de Rozengaarde 'de panne' al overgedragen aan zijn zoon. Deze kweet zich tot 1964 van zijn taak. Na hem kwam er geen nieuwe officiële omroeper meer.
Hij overleed begin 1961 op 76-jarige leeftijd in Nijverdal.